# Classicismo

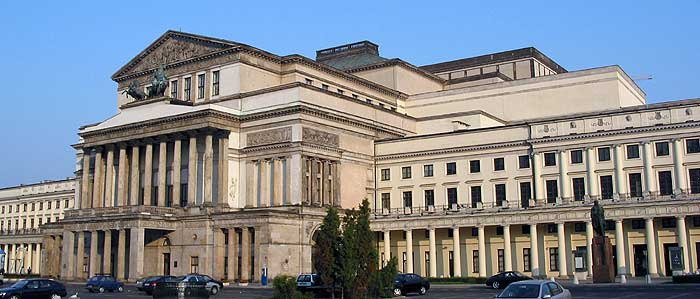
Teatro Wielki em Varsóvia, na Polônia: exemplo de arquitetura com influência clássica

Classicismo é o nome historiográfico de um movimento cultural, estético e intelectual, inspirado nos padrões estéticos e filosóficos da antiguidade clássica (simplicidade, unidade, sobriedade - decoro -, racionalidade, harmonia - equilíbrio de proporções, concordia oppositorum -, mimesis - imitatio naturae -, “o homem como medida de todas as coisas” - homo omnium rerum mensura est - bem como apelo explícito ao intelecto), que desenvolveu simultaneamente os diferentes estilos artísticos e movimentos literários da Idade Moderna. Refere-se à valorização da Antiguidade Clássica como padrão por excelência do sentido estético. A arte classicista procura a pureza formal, o equilíbrio, o rigor ou, segundo a nomenclatura proposta por Friedrich Nietzsche, pretende ser mais apolínea que dionisíaca.
Alguns historiadores de arte, entre eles Giulio Carlo Argan, alegam que, na história da arte, concorrem duas grandes forças, constantes e antagônicas: uma delas é o espírito clássico; a outra, o romântico. As três grandes manifestações classicistas da Idade Moderna europeia são o renascimento, o humanismo e o neoclassicismo. A arte clássica, por conta de seu contexto histórico, é impulsionada por grande explosão de vida e confiança no ser humano. Por isso, essas manifestações artísticas são marcadas pela visão antropocêntrica, que evidenciará a beleza do corpo humano na pintura e na escultura.

## Termo
Classicismo é um gênero específico da filosofia — expressa na literatura, arquitetura, arte  e música — embasada em fontes da Grécia Antiga e Roma. Foi particularmente expressa no Neoclassicismo, fruto do Iluminismo.
O classicismo foi uma tendência recorrente do período da Antiguidade Tardia, e foi revivido na arte carolíngia e otoniana. Houve um ressurgimento mais duradouro na Renascença Italiana. Com a queda do Império Bizantino, o crescente comércio com as culturas islâmicas trouxe uma enxurrada de conhecimento sobre a antiguidade da Europa. Até então, a identificação com a antiguidade era vista como uma história contínua da cristandade desde a conversão do imperador romano Constantino I. O classicismo renascentista introduziu uma série de elementos na cultura europeia, incluindo a aplicação da matemática e do empirismo na arte, humanismo, realismo literário e descritivo e formalismo. É importante ressaltar que o movimento também introduziu o politeísmo, ou "paganismo", e a justaposição do antigo e do moderno.  
O termo "clássico" também serve para designar uma obra ou um autor depositário do elemento fundador de determinada corrente artística.

## Características gerais do classicismo
- Individualismo;
- Universalismo;
- Racionalismo;
- Antropocentrismo;
- Neoplatonismo;
- Nacionalismo;
- Paganismo;
- Predomínio da razão;
- Influência da cultura greco-romana;
- Fusionismo: mitologia pagã e cristã;
- Simplicidade, clareza e concisão;
- Equilíbrio, harmonia e senso de proporção (rigor e perfeição formal);
- Mimese (imitação da Natureza: Aristóteles);
- Soneto (2 quartetos e 2 tercetos);
- Versos com até dez sílabas métricas (estilo doce novo e medida nova);
- Rimas consoantes, por vezes e até ricas.

## Música
Designa-se música clássica a música erudita, ou seja, a música ocidental composta entre os séculos XVIII e XIX. Num sentido mais amplo, é tomada também como sinônimo de toda a música erudita ocidental.

## Literatura
Os escritores classicistas retomaram a ideia de que a arte deve fundamentar-se na razão, que controla a expressão das emoções. Por isso, buscavam o equilíbrio entre os sentimentos e a razão, procurando assim alcançar uma representação universal da realidade, desprezando o que fosse puramente ocasional ou particular. Os versos deixam de ser escritos em redondilhas (cinco ou sete sílabas poéticas) – que passa a ser chamada medida velha – e passam a ser escritos em decassílabos (dez sílabas poéticas) – que recebeu a denominação de medida nova. Introduz-se o soneto, 14 versos decassilábicos distribuídos em dois quartetos e dois tercetos. A literatura se enriquece com a incorporação de muitas palavras latinas. Luís de Camões foi o mais importante poeta do classicismo português, sendo sua maior obra, Os Lusíadas, a maior epopeia já escrita em português.

## Arquitetura clássica

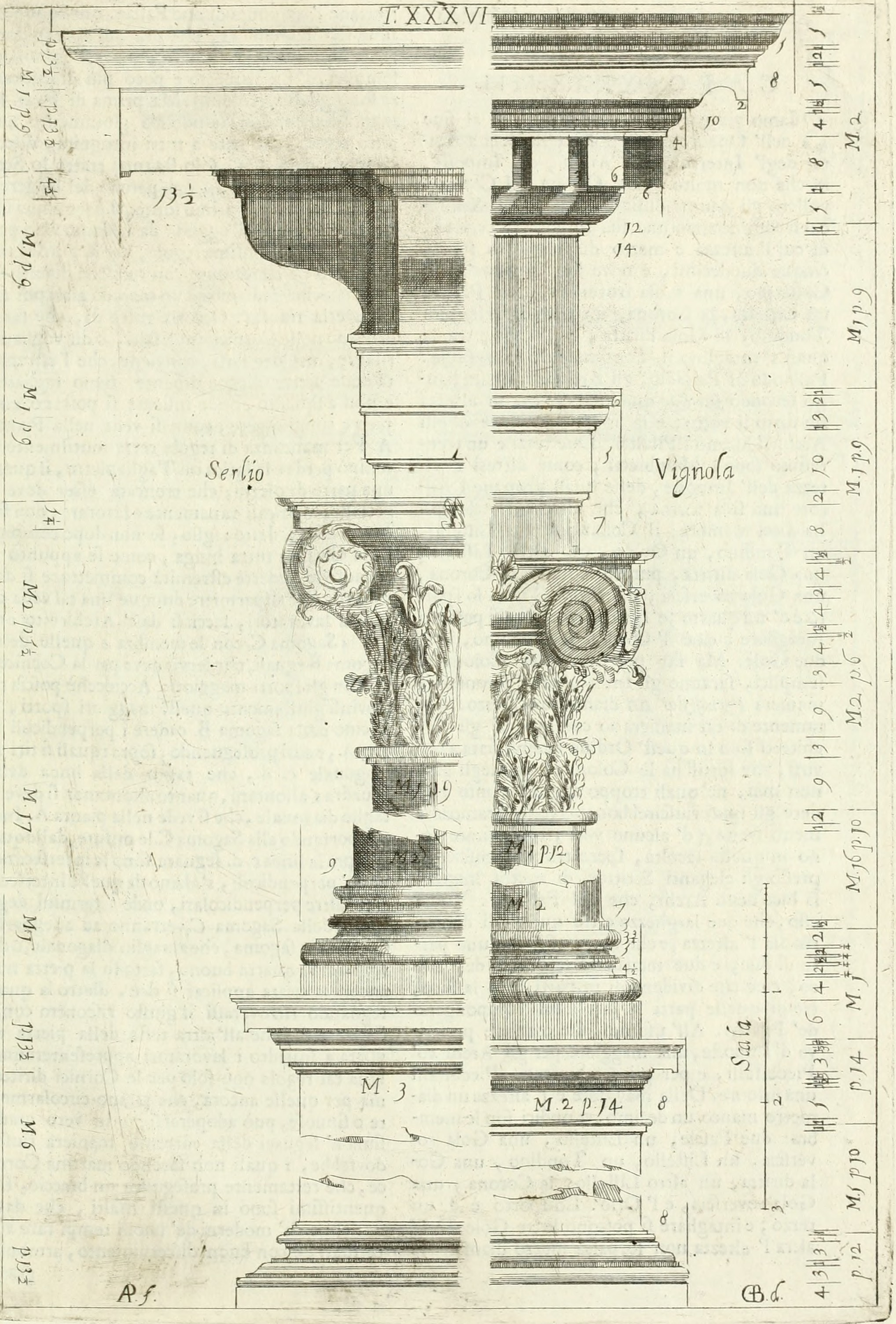
As Cinco Ordens da Arquitetura

A arte da antiguidade tem como um de seus pilares a arquitetura cássica, que tem origem na Grécia Antiga e na  Roma Antiga, na arquitetura de templos religiosos, militares e civis romanos.
Para melhor visualização da arquitetura classicista, Summerson em A Linguagem Clássica da Arquitetura, define um edifício clássico como uma obra de elementos decorativos formado direta ou indiretamente pelo vocabulário arquitetônico do mundo antigo. Desse vocabulário derivam-se elementos como as cinco ordens de colunas — que foram inicialmente descritas e documentadas por Vitrúvio, em um tratado de dez livros, no século I d.C —, as padronizações de aberturas e até mesmo os frontões, muito utilizados nas obras desse período.
Algumas das mais antigas representações da arquitetura clássica na pintura são encontradas nos afrescos do sítio arqueológico de Pompeia — cidade do Império Romano — no século I d.C.
Na Renascença Italiana, nos séculos XV e XVI, a representação da arquitetura clássica na pintura era símbolo de riqueza, glória e poder perenes. Nesse período, o humanismo, englobou diversas vertentes, a poesia, filosofia, história, matemática o domínio das línguas clássicas, latim e grego, com enfoque sobre os textos dos autores da Antiguidade clássica. Tais valores da Antiguidade clássica exaltam o homem, seus grandes feitos e a participação na construção da vida social nas cidades.

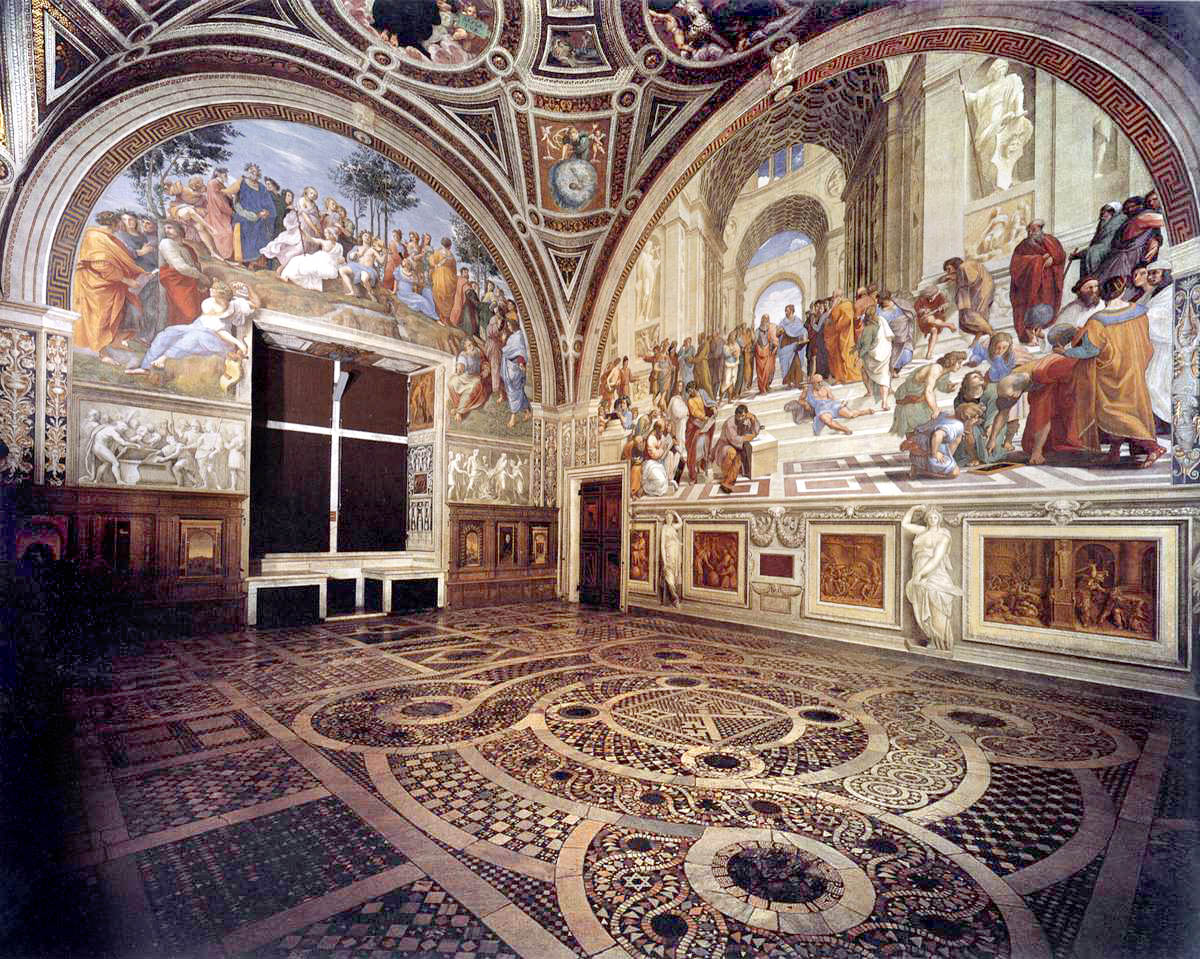
Stanza della Segnatura-Rafael Sanzio 1510

A constatação de que o homem é dono de grande poder criativo, possuindo aptidão para a ação, virtude e a glória se comunicam com as intenções da elite das ricas cidades italianas. Várias obras têm a referência clássica, como a famosa Escola de Atenas — pintada por Rafael Sanzio, entre 1509 e 1510, obra feita para decorar o salão chamado Stanza della Segnatura, sob encomenda do Vaticano —, onde o contexto arquitetônico é um poderoso complemento ao tema do afresco.